# قبس جذاب
قبس جذاب (الاسم العلمي:Phlox amoena) هو نوع من النباتات يتبع جنس القبس من الفصيلة البولامونيونية.